# Ringworm Interiors
Ringworm Interiors è il primo album in studio long playing del gruppo Circus Devils, pubblicato negli Stati Uniti nel 2001, sia in vinile che in CD, dalla Fading Captain Series. I Circus Devil sono uno dei progetti paralleli di Robert Pollard, leader e fondatore dei Guided by Voices. Tutte le canzoni sono state scritte ed eseguite da Robert Pollard, Todd Tobias e Tim Tobias.

## Tracce
Lato A
1. Devilspeak
2. Feel Try Fury
3. Buffalo Spiders
4. North Morning Silver Trip
5. Ringworm Interiors
6. Spectacle
7. You First
8. Knifesong
9. Kingdom of teeth
10. Oil Birds
11. Lizard Food
12. Not So Fast
13. Apparent the Red Angus
14. Playhouse Hostage
15. Straps Hold Up the Jaw

Lato B
1. Correcto
2. Star Peppered Wheat Germ
3. Silver Eyeballs
4. Decathalon
5. Peace needle
6. Drill Sgt. Soul
7. Protect Thy Interests
8. Let's Go Back to Bed
9. Sterility Megaplant
10. New You
11. Circus Devils Theme

## Musicisti
- Todd Tobias: basso, batteria, chitarra, tastiere, percussioni
- Tim Tobias: chitarra
- Robert Pollard: voce